# Кандидат в депутаты Государственной думы
Кандидат в депутаты Государственной думы — лицо, выдвинутое в установленном законом порядке (зарегистрированное избирательной комиссией) в качестве претендента на замещаемый посредством прямых выборов депутатский мандат в Государственной думе.
С приобретения лицом статуса «кандидат в депутаты» фактически начинается его избирательная кампания, направленная на избрание лица и замещение им по результатам выборов депутатского мандата. Если депутат выдвигается от партии, то его выдвижение происходит на съезде партии или в результате праймериз.

## Условия регистрации кандидатов
В России существует два способа выдвижения кандидатом в депутаты Государственной думы – от избирательного объединения либо в порядке самовыдвижения.

### Самовыдвижение
Этот способ предусматривает самостоятельное выдвижение своей кандидатуры в течение 20 календарных дней с момента официального опубликования постановления о проведении выборов. На данном этапе кандидаты в депутаты предоставляют в избирательную комиссию:
- уведомление о самовыдвижении;
- заявление, которое содержит согласие баллотироваться;
- копию паспорта, иных документов;
- достоверные сведения о доходах, ценных бумагах, вкладах в банках и т. д.

В список кандидатов Центральная избирательная комиссия России не включит кандидата в случае скрытия:
- Факта неснятой или непогашенной судимости.
- Наличия факта несоблюдения ограничений в период агитационного периода.
- Наличия сведений о регистрации в другом федеральном списке кандидатов.
- Наличия иных факторов, которые противоречат действующему законодательству России.

Имеет право баллотироваться в депутаты Госдумы человек, достигший 21-летнего возраста, не признанный недееспособным, не содержащийся в местах лишения свободы, не имеющий судимости, а также он должен являться гражданином России. Регистрации кандидатов в депутаты предшествует сбор подписей от избирателей в свою поддержку. Если будущий депутат получил уведомление от избирательной комиссии о своем выдвижении, на следующий день он уже может собирать подписи в поддержку своей кандидатуры. В последующем данные подписанные листы необходимо сдать в избирательную комиссию. Существует ограничение по срокам, согласно действующему законодательству – не позднее истечения двадцати дней после публикации постановления о проведении выборов.
Избирком проверит подлинность подписанных листов, которые ей предоставит желающий баллотироваться. После этого она в десятидневный срок примет решение о регистрации кандидата или об отказе. Решение ЦИК России о формировании списка кандидатов может быть оспорено в Верховном суде страны. Законодательный орган вынесет соответствующее решение в течение пяти дней с момента поступления жалобы.
С момента положительного ответа от избирательной комиссии кандидат имеет полное право проводить агитацию среди избирателей. В агитации есть ряд исключений: законом запрещается подкуп избирателей, вручение подарков и так далее. Агитация заканчивается в 00:00 часов по московскому времени за сутки до голосования (до дня тишины).

### Выдвижение от политической партии
Решение о выдвижении федерального списка кандидатов принимается тайным голосованием на съезде политической партии, а порядок включения кандидатур в федеральный список кандидатов и порядок проведения тайного голосования определяются уставом политической партии. Выдвижение федерального списка кандидатов на съезде политической партии осуществляется в течение 25 дней после дня официального публикации решения о назначении выборов депутатов Государственной Думы.
В федеральный список кандидатов, выдвинутый политической партией, могут быть включены и члены этой партии, и граждане, не являющиеся членами партии. В федеральный список кандидатов не могут быть включены граждане, являющиеся членами иных политических блоков. В федеральном списке кандидатов должно быть не менее 200 и не более 400, региональных групп кандидатов должно быть не менее 35.
Федеральный список кандидатов может быть разбит на общефедеральную и региональную части. В региональную часть входят региональные группы кандидатов. При отсутствии в федеральном списке кандидатов общефедеральной части весь список разбивается на региональные группы кандидатов. Региональная часть федерального списка кандидатов должна охватывать всю территорию Российской Федерации.
В общефедеральную часть федерального списка кандидатов может быть включено не более десяти кандидатов. В федеральный список кандидатов могут быть включены кандидаты, выдвинутые политической партией по одномандатным избирательным округам.

## Права кандидатов в депутаты

### Кандидаты в депутаты Государственной думы России
Кандидат в депутаты Государственной думы России имеет следующие права:
- Кандидат обладает личной неприкосновенностью, то есть не может быть привлечён к уголовной ответственности или арестован без согласия Генерального прокурора России.
- Кандидат освобождается от работы, военной службы и военных сборов.
- Кандидат не может быть: уволен с работы по инициативе работодателя; переведён без его согласия на другую работу или должность или направлен в командировку; призван на военную службу и военные сборы.
- Кандидату оплачивается определённое количество поездок на общественном транспорте.
- Кандидат может иметь определённое количество доверенных лиц.